# Borotín, Tábor
Borotín là một chợ huyện thuộc huyện Tábor, vùng Jihočeský, Cộng hòa Séc.